# Лассо, Орландо ди
Орландо ди Ла́ссо (итал. Orlando di Lasso, фр. Roland de Lassus, лат. Orlandus Lassus; около 1532, Монс — 14 июня 1594, Мюнхен) — франко-фламандский композитор и капельмейстер. Лассо — один из самых плодовитых композиторов во всей истории музыки. Он написал около 1350 (преимущественно вокальных) композиций в разных современных ему жанрах и формах, из которых около 1200 были опубликованы при жизни. Жил преимущественно в Баварии.

## Биография
Родился в Монсе (совр. Бельгия), где, вероятно, пел в хоре церкви св. Николая (современная фр. Saint-Nicolas-en-Havré). Благодаря красивому голосу попал в 1544 году на службу к кондотьеру Ферранте Гонзаге, за двором которого следовал последующие несколько лет: в 1545–49 жил в Палермо, Мантуе, Милане и других городах Италии. В этот период жизни начал сочинять музыку. Оставив Гонзагу, в 1549–51 служил (предположительно у маркиза делла Терца) в Неаполе. В 1551 переехал в Рим, где получил пост капельмейстера базилики Сан-Джованни ин Латерано, что свидетельствует о его признании (несмотря на молодой возраст) как композитора. Поскольку в то же самое время в Риме работал (примерно в такой же должности) Палестрина, считается, что Лассо и Палестрина знали друг друга.
В 1554 из-за болезни матери оставил высокий пост и вернулся в Монс. В 1555 жил в Антверпене, сотрудничал с известным нотопечатником Тильманом Сузато, который в том же году опубликовал большой сборник произведений Лассо (так называемый «opus 1») с итальянскими мадригалами и вилланеллами, французскими шансон и латинскими мотетами. Благодаря публикациям слава композитора распространилась далеко за пределы Нидерландов.

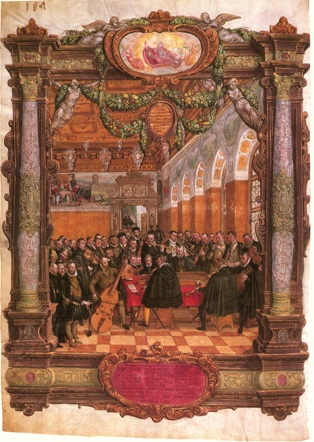
Ганс Милих. Орландо Лассо дирижирует капеллой герцога баварского

В 1556 году Лассо был приглашён в Баварию ко двору прославившегося своим меценатством герцога Альбрехта V, сначала в качестве певчего (тенора), а с 1563 капельмейстера. В руках Лассо герцогская капелла стала высокопрофессиональным коллективом, а Мюнхен приобрёл репутацию одного из музыкальных центров Европы. Лассо также занимался преподаванием музыки. Среди его учеников были немецкие композиторы Леонард Лехнер и Иоганн Эккард, итальянец Джованни Габриели (в 1575-79 гг.).
В 1558 композитор женился на баварке Регине Векингер, от которой (среди других детей) у него были два сына Фердинанд и Рудольф, оба музыканты.
Несмотря на то что после смерти Альбрехта в 1579 году его набожный сын Вильгельм V сократил расходы на придворную музыку, Лассо не захотел менять полюбившийся ему бюргерский уклад (отказался от предложенного ему почётного поста капельмейстера при саксонском дворе) и остался в Мюнхене до конца жизни.
В 1570-х и 1580-х годах Лассо совершил несколько поездок в Италию, в том числе (в 1585 году) ко двору Эсте в Ферраре, который славился тогда как центр музыкального авангардизма. Несмотря на эти поездки и визиты в Мюнхен прославленных итальянцев, музыкальный стиль Лассо, полностью сформировавшийся в 1560-е годы, не претерпел с тех пор радикальных перемен.

### Смерть, памятник, эпитафии

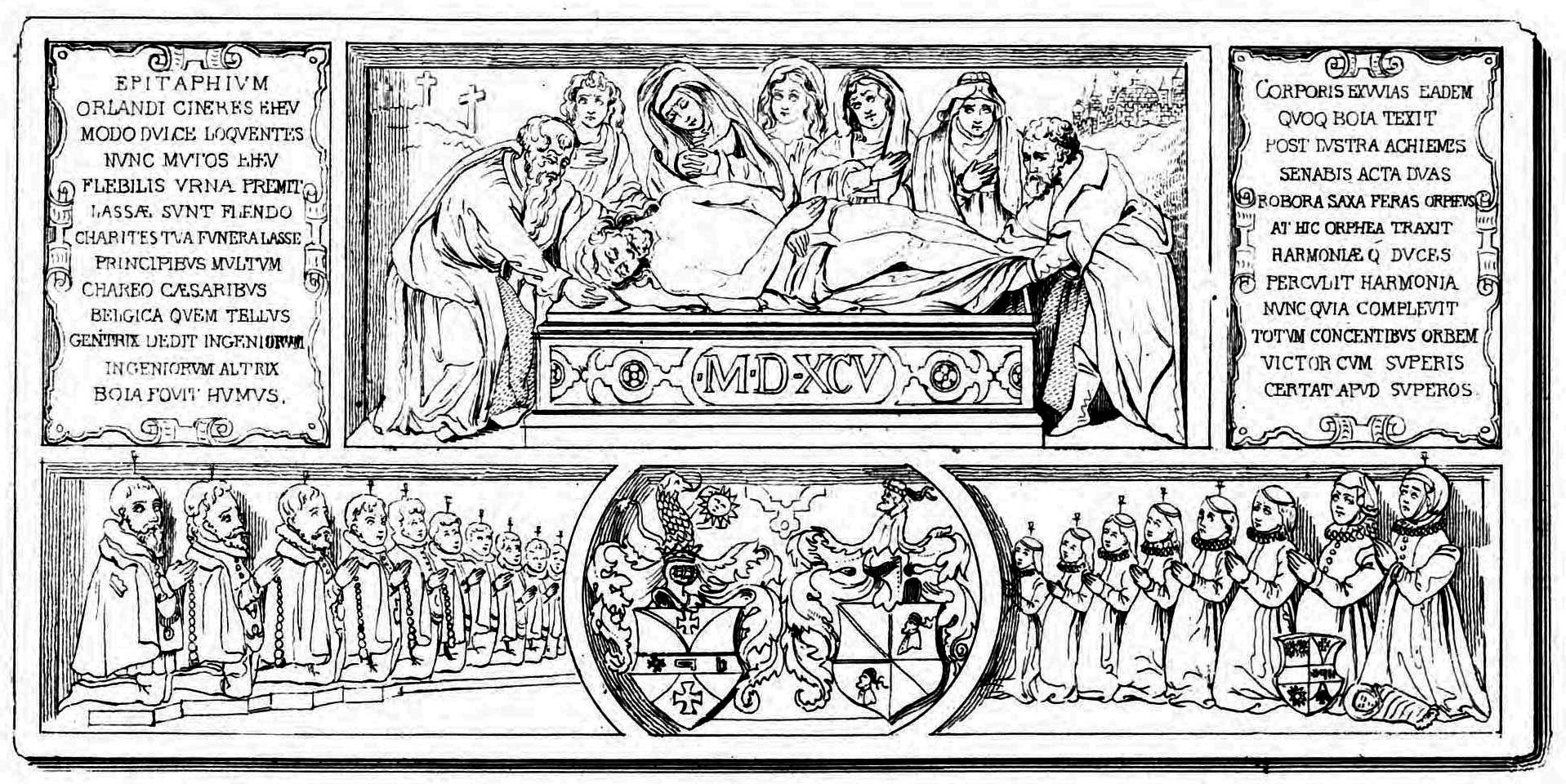
Надгробие на могиле Орландо ди Лассо (Мюнхен, 1595; не сохранилось)

Лассо умер в 1594 году и был похоронен на кладбище при мюнхенской францисканской церкви Salvatorkirche. На его могиле было установлено роскошное надгробие из красного мрамора работы Яна Саделера (Sadeler), с барельефом «Положение Христа во гроб», гербом семьи Лассо и символическим изображением Лассо (с сыновьями/внуками) и его вдовы Регины Векингер (с дочерьми/внучками). На барельфе находилась пространная эпитафия гекзаметрами (показан фрагмент):
Orlandi cineres, eheu! modo dulce loquentes
Nunc mutos, eheu! flebilis urna premit.
Lassae sunt flendo Charites tua funere Lasse...
Robora, saxa, feras Orpheus, at hic Orphea traxit
Harmoniaeque duces perculit harmonia.
Nunc quia complevit totum concentibus orbem,
Victor cum superis certat apud superos.
Из других наибольшую известность приобрели две анонимные стихотворные эпитафии — латинская
Hic ille Orlandus, lassum qui recreat orbem
Discordemque sua copulat harmonia.
и французская
Etant enfant, j'ai chanté le dessus,
Adolescent, j'ai fait la contre taille,
Homme parfait, j'ai raisonné la taille,
Mais maintenant je suis mis au bassus,
Priez, passant, que l'esprit soit là-sus.
Вследствие тотальной секуляризации в Баварии в 1800 г. францисканское кладбище было уничтожено. Почитатель Лассо, местный актёр Хайгель (Heigel) сохранил надгробие (см. на иллюстрации), поместив его в саду своего дома. Судьба памятника после 1830 г. неизвестна.

## Творчество
Лассо — один из самых плодовитых композиторов во всей истории музыки. Ему принадлежат около 1350 композиций, из которых около 1200 были опубликованы при жизни и вскоре после его смерти. Из-за огромных объёмов наследия Лассо художественная значимость его сочинений (многие из которых были заказными) до конца ещё не оценена.
Работал исключительно в вокальных жанрах, в том числе написал более 60 месс (мессы-пародии на шансон, мотеты и мадригалы Я. Аркадельта, А. Вилларта, Н. Гомберта, Дж. П. Палестрины, К. де Роре, К. де Сермизи, а также на собственные шансон и мотеты), реквием, 4 цикла страстей (по всем евангелистам), оффиций Страстной недели (особенно значимы респонсории Тёмной утрени), более 100 магнификатов, гимны, фобурдоны, около 150 французских шансон, итальянские (вилланеллы, морески, канцоны) и немецкие песни (больше 140 Lieder), около 250 мадригалов на светские и духовные тексты (так называемые «духовные мадригалы»). Особенно популярной была его шансон «Susanne un jour», текст которой представляет собой парафраз библейской истории о Сусанне, а мелодия заимствована из тенора одноимённой "духовной шансон" (chanson spirituelle) Дидье Люпи.
На протяжении всей жизни писал мотеты (всего более 750, в это число входят и мотетные циклы; крупнейшая подборка мотетов опубликована посмертно в 1604 году под названием «Magnum opus musicum»), на латинские тексты различного (главным образом, духовного) содержания и предназначенные как для церковного, так и для светского (в том числе дидактические и церемониальные мотеты) обихода.
Творчество Лассо представляет собой сложный (иногда эклектический) конгломерат итальянских и франко-фламандских (см. Нидерландская школа) стилевых идиомов и форм. Мастер безупречной контрапунктической техники, Лассо внёс вклад и в историю гармонии. В цикле мотетов «Пророчества сивилл» («Prophetiae Sibyllarum», написано в 1550-х гг.) и некоторых других сочинениях (например, «Christe Dei soboles») создал собственную экспериментальную модель «хроматического» итальянского стиля; в целом однако придерживался модальной системы на основе 8 ладов («церковных тонов») плавного распева.
Лассо отличает детальнейшая разработка текстов на разных языках, как богослужебных (в том числе текстов Священного Писания), так и свободно сочинённых. Серьёзность и драматизм концепции, протяжённые объёмы отличают цикл 7-голосных духовных мадригалов «Слёзы Св. Петра» (на стихи Луиджи Танзилло, издан в 1595 году) и сборник мотетов «Покаянные псалмы Давида» (рукопись 1571 года в формате in folio украшена иллюстрациями Г. Милиха, предоставляющими ценный иконографический материал о жизни, в том числе музыкальных развлечениях, баварского двора).
Вместе с тем, в светской музыке Лассо не был чужд юмора. Латинская шансон «Раздаётся на пирах питие в трёх лицах» (Fertur in conviviis vinus, vina, vinum) основана на старинном анекдоте из жизни вагантов. Другие образцы «застольных песен» на латыни — «Nunc gaudere licet» («Теперь можно возрадоваться»), «Deus qui creasti vinum» («Боже, ты сотворил вино»), «Si bene perpendi» («Если тщательно взвесил») и др. В знаменитой песне «Matona mia cara» немецкий солдат поёт любовную серенаду, коверкая итальянские слова; в гимне «Ut queant laxis» высмеивается незадачливое сольфеджирование. Ряд ярких небольших пьес Лассо написан на весьма легкомысленные стихи, например, шансон «Глядела в замке дама с интересом / На мраморной статуи естество» (En un chasteau ma dame…). Морески Лассо нередко содержат обсценную лексику. Смысл стихов (и как следствие, композиционных приёмов их «озвучивания») некоторых светских пьес остаётся неясным из-за реалий тогдашнего мира, которые за давностью лет современный слушатель (и даже специалист-музыковед) не может правильно оценить. Например, текст вилланеллы «O bella fusa» («О прекрасное веретено! Кому надо веретено? Торгуем это веретено на пробу» и т. д.) вызывает недоумение, если не знать, что «веретено» здесь — эвфемизм, так в современной Лассо Венеции называли дам лёгкого поведения, выполнявших сексуальные услуги за плату.
В нескольких случаях «понижающей» контрафактуры вместо серьёзного морализующего текста использовались вирши, прославляющие пьянство (например, вместо "Verbum bonum et suave / Personemus illud Ave" текст "Vinum bonum et suave / Nunquam bibi vinum tale"). Пародирование Лассо «духовных ценностей» музыковеды усматривают и в том, что внутрь песен сомнительного содержания он вставлял расхожие хоралы католиков (например, в конце мотета «Nunc gaudere licet» звучит мелодия всем известного антифона «Gaudeamus omnes», а в шансон «Il estoit une religieuse» — Ave Maria и Pater noster).

## Сочинения
В современной музыковедческой литературе на сочинения Лассо принято ссылаться по каталогу Лёйхтмана-Шмида (2001), с префиксом LV (Lasso Verzeichnis). Этот каталог содержит только текстовые инципиты (нотных примеров нет) прижизненных и некоторых посмертных публикаций. Музыка, содержащаяся в неизданных нотных рукописях Лассо, в данном каталоге не учтена.

### Каталоги
- Boetticher, Wolfgang. Orlando di Lasso und seine Zeit. Repertoire-Untersuchungen zur Musik der Spätrenaissance. Bd. 2. Verzeichnis der Werke: mit einer Übersicht der nachgewiesenen handschriftlichen und gedruckten Quellen. Wilhelmshaven: Noetzel, 1998. 276 S. ISBN 3-7959-0721-7 (старопечатные издания нот и нотные рукописи)
- Leuchtmann H., Schmid B. Orlando di Lasso. Seine Werke in zeitgenössischen Drucken 1555—1687. 3 Bde. Kassel; Basel: Bärenreiter, 2001. ISBN 9783761815380[9]

### Нотные издания
- Sämtliche Werke: neue Reihe. Hrsg. v. Wolfgang Boetticher (Bd.1 in 2 Auflagen, Bd. 19), Kurt von Fischer (Bd.2), Siegfried Hermelink (Bde.3-12), James Erb (Bde.13-17), Marie Louise Göllner (Bd.18), Fritz Jensch (Bd.20), Reinhold Schlötterer (Bd.21), Peter Bergquist (Bde.22-25), Horst Leuchtmann (Bd.26). 26 Bde. Kassel: Bärenreiter, 1956-1995[10].
- Sämtliche Werke. 2te, nach den Quellen revidierte Auflage der Ausgabe von F.X. Haberl und A. Sandberger. Hrsg. v. Horst Leuchtmann, Bernhold Schmid u.a. Wiesbaden: Breitkopf & Härtel, 1968-2022:

Bd. 1. Magnum opus musicum. Teil 1. Hrsg. v. Bernhold Schmid. 2003
Bd. 2. Kompositionen mit italienischem Text I: Das erste und zweite Buch fünfstimmiger Madrigale, Venedig 1555 und Rom 1557. Hrsg. v. Horst Leuchtmann. 1968
Bd. 3. Magnum opus musicum. Teil 2. Hrsg. v. Bernhold Schmid. 2004
Bd. 4. Kompositionen mit italienischem Text II: Das dritte und vierte Buch fünfstimmiger Madrigale, Rom 1563 und Venedig 1567. Hrsg. v. Horst Leuchtmann. 1986
Bd. 5. Magnum opus musicum. Teil 3. Hrsg. v. Bernhold Schmid. 2006
Bd. 6: Kompositionen mit italienischem Text III: Die beiden Madrigaldrucke Nürnberg 1585 und 1587. Hrsg. v. Horst Leuchtmann. 1990
Bd. 7. Magnum opus musicum. Teil 4. Hrsg. v. Bernhold Schmid. 2007
Bd. 8. Kompositionen mit italienischem Text. Teil 4. Hrsg. v. Christian Berktold. 0000
Bd. 9. Magnum opus musicum. Teil 5. Hrsg. v. Bernhold Schmid. 2010
Bd. 10: Kompositionen mit italienischem Text V: Madrigale aus Sammelwerken und Sammlungen zu 6 und mehr Stimmen, Villanellen und Moresken. Hrsg. v. Marie Louise Göllner und Mariacarla De Giorgi. 2016
Bd. 11. Magnum opus musicum. Teil 6. Hrsg. v. Bernhold Schmid u. Fred Büttner. 2012
Bd. 12: Kompositionen mit französischem Text I: Die vierstimmigen Chansons aus `Les Meslanges d´Orlande de Lassus´, Paris 1576. Hrsg. v. Horst Leuchtmann. 1982
Bd. 13. Magnum opus musicum. Teil 7. Hrsg. v. Bernhold Schmid. 2013
Bd. 14: Kompositionen mit französischem Text II: Die fünf- und achtstimmigen Chansons aus ´Les Meslanges d´Orlande de Lassus´, Paris 1576. Hrsg. v. Horst Leuchtmann. 1981
Bd. 15. Magnum opus musicum. Teil 8. Hrsg. v. Bernhold Schmid. 2015
Bd. 16: Kompositionen mit französischem Text III: Drei- bis achtstimmige Chansons aus verschiedenen Drucken. Hrsg. v. Horst Leuchtmann. 1982
Bd. 17. Magnum opus musicum. Teil 9. Hrsg. v. Bernhold Schmid. 0000
Bd. 18: Kompositionen mit deutschem Text I: Die drei Teile fünfstimmiger deutscher Lieder, München 1567, 1572 und 1576. Hrsg. v. Horst Leuchtmann. 1970.
Bd. 19. Magnum opus musicum. Teil 10. Hrsg. v. Bernhold Schmid. 0000
Bd. 20: Kompositionen mit deutschem Text. Teil 2: Drei- bis achtstimmige Lieder aus verschiedenen Drucken sowie aus handschriftlicher Überlieferung. Hrsg. v. Horst Leuchtmann. 1971
Bd. 21. Magnum opus musicum. Teil 11. Hrsg. v. Bernhold Schmid. 0000